# Kate Sharpley Library
Die Kate Sharpley Library (KSL) ist eine Bibliothek in London, Vereinigtes Königreich, und Berkeley, USA, die Materialien zur Geschichte des Anarchismus bewahren und zugänglich machen soll. Die KSL gibt Texte zum Anarchismus und zur Geschichte des Anarchismus in englischer Sprache heraus.

## Geschichte
Die Kate Sharpley Library wurde 1979 als Archiv von Anarchisten aus Brixton gegründet und 1991 neu organisiert. Namensgeberin war eine Anarchistin und Kriegsgegnerin in der Zeit des Ersten Weltkriegs.

## Bestand und Organisation
Die KSL besitzt über zweitausend historische Bücher, dreitausend Broschüren und über zweitausend Periodika in englischer Sprache, aber auch größere Bestände in französischer, italienischer und spanischer Sprache. Sie wird ausschließlich von Freiwilligen ehrenamtlich betrieben. Spenden und Einnahmen werden zur Erhaltung des Materials verwendet.

## Veröffentlichungen
Die KSL veröffentlicht Broschüren und Bücher zum Anarchismus und zur Geschichte des Anarchismus. U.a. werden historische Texte aus dem Bestand der Bibliothek nachgedruckt, die sonst nur schwer oder nicht zugänglich wären. Von der KSL verlegte Autoren sind u. a. Abel Paz, Bartolomeo Vanzetti, Miguel Garcia, Albert Meltzer, David Nicholl und Antonio Téllez.
Die Aktivitäten der KSL werden in einer vierteljährlich erscheinenden, gedruckt und online erhältlichen Zeitschrift KSL dokumentiert. Das von der KSL veröffentlichte Material steht meistens unter einer Creative-Commons-Lizenz (by-nc-nd).

## Kate Sharpley
Die Namensgeberin der KSL, Kate Sharpley, war eine aus Deptford stammende Anarchistin und Kriegsgegnerin, deren Vater, Bruder und Freund im Ersten Weltkrieg umgekommen waren. Als sie im Alter von 22 von Queen Mary die Orden für ihre Familie entgegennehmen sollte, warf sie die Orden der Königin mit dem Ausspruch „If you like them so much you can have them.“ entgegen. (dt. „Wenn du sie so sehr magst, kannst du sie haben.“)
Das Gesicht der Königin war zerkratzt. Kate Sharpley wurde von der Polizei geschlagen, verhaftet und nach ein paar Tagen ohne Anklage wieder entlassen. Nach ihrer Heirat 1922 zog sie sich von anarchistischen Aktivitäten zurück bis zu einer zufälligen Begegnung mit Albert Meltzer an einem Bahnhof während einer antifaschistischen Aktion. Dies führte zu Begegnungen mit jüngeren Aktivisten.